# Темніковський ВТТ
Темниківський ВТТ (рос. Темниковский ИТЛ, Темлаг) — підрозділ, що діяв у системі виправно-трудових установ СРСР (ГУЛАГ).

Час існування: організований 06.06.31;

закритий 12.10.48 (реорганізований в Особливий табір № 3).

1937 року до Темлага ввійшов Ветлаг.

## Підпорядковання і дислокація
- ГУЛАГ ОГПУ і ПП ОГПУ по Середньо-Волзькому кр. з 06.06.31;
- ПП ОДПУ по Горьковському кр. з 20.06.34 ;
- УНКВС по Середньо-Волзькому кр. з 22.08.34 ;
- ГУЛАГ з 08.05.35.

Дислокація: Російська РФСР, Середньо-Волзький кр., Мордовська АРСР, Темниковський район;

Мордовська АРСР, Зубово-Полянський район, с. Явас.

## Виконувані роботи
- лісозаготовки (до 12.10.40),
- виробництво товарів ширвжитку, в тому числі: швейне (в 1942–1943 рр. також пошиття обмундирування для Червоної Армії), трикотажне, деревообробне, взуттєве, лісове, лісохімічне, пеньково-джутове (в 1942 р також виробництво спецукупорки для боєприпасів),
- буд-во других колій залізниці Рязань-Потьма (з 16.11.32),
- буд-во Унже-Ветлузької залізничної гілки,
- с/г роботи,
- обслуговування Промкомбінату ГУЛАГу (швейні ф-ки, деревообробного з-ду, лісозаготівельні ділянки)

## Ув'язнені
1943 року в ув'язненні у Темлазі померла етносоціолог, фольклорист, етнограф, культуролог, перекладач з європейських мов, секретар Українського соціологічного інституту у Відні, керівник Кабінету примітивної культури ВУАН, редактор часопису «Первісне громадянство і його пережитки в Україні», дійсний член НТШ у Львові Грушевська Катерина Михайлівна.
1950 року в Темлазі в ув'язненні помер український громадський, політичний та державний діяч, публіцист, автор розвідок на економічні і політичні теми Скоропис-Йолтуховський Олександр Філаретович.